# 山田洋介
山田 洋介（やまだ ようすけ、1997年10月19日 - ）は、日本のアイドル。愛知県出身。血液型はO型。身長は175cm。ゼロイチファミリアに所属。ダンスボーカルグループ・D≠LIGHTのメンバー。イメージカラーはピンク。。

## 略歴
2020年10月1日ダンスボーカルグループ D≠LIGHTに加入。
2023年11月23日AKB48の山内瑞葵とのペアで「2023 バルカーカップ ジャパンオープンショーダンス選手権」にてラテンアメリカン部門チャレンジ枠で出場した。

## 人物
趣味はプロレス観戦、好物は卵かけごはん。

## 出演

### 舞台
- 志立彩色学園アイドル科（2024年2月7日 - 14日、バルスタジオ） - Aチーム 北見蓮 役[5]
- 演劇ユニット【爆走おとな小学生】舞台『カタバミ』（2024年6月19日 - 23日、シアターサンモール） - 佐太郎 役[6][7]
- 劇団バルスキッチン第36回公演 第36回池袋演劇祭参加作品[注 1]『商店街グランドリオン』（2024年9月11日 - 16日、シアターグリーン BIG TREE THEATER） - 格闘家ロブ 役[9]

### テレビ
- テレビ東京「ロードtoショーダンス」[1] （2023年4月7日 - 2024年3月28日、テレビ東京）

### ライブ
- D≠LIGHT 1st ONE-MAN LIVE 「BOOST」（2021年7月7日、club asia）
- D≠LIGHT 2nd One Man Live 「Un≠Chain」（2022年11月15日、Veats shibuya）

### イベント
- ゼロイチファミリアメンズイベント「fans mens vol.1」（2022年4月29日、高田馬場BSホール）
- ゼロイチファミリアメンズイベント「FANS MENS#02」（2022年7月22日、高田馬場BSホール）
- D≠LIGHT「Weather」エムカード リリースイベント（2023年5月23日 - 2023年7月23日、東京/埼玉/神奈川/千葉/大阪/名古屋）
- 2023 バルカーカップ ジャパンオープンショーダンス選手権 ラテンアメリカン部門 チャレンジ枠（2023年11月23日、グランドプリンスホテル新高輪「飛天」）
- 山田洋介 1st.フォトブック発売記念イベント（2024年7月20日、ABCラボ）
- ゼロイチメンズ★クリスマス＆忘年会オフ会2024（2024年12月26日、スナックまゆちゃん）

### 配信
- らんくう エモいショートムービー 「３年１組の初夏」（2024年2月23日） - レン 役
- らんくう エモいショートムービー 「３年１組の卒業」（2024年4月5日） - レン 役

### 映画
- 短編映画「隠し戯」 - 山田洋介 役

### CM
- アプリ「Dating」広告モデル
- アプリ「HOT PEPPER Beauty」広告モデル
- web CM「GATSBY」ハンドモデル

### 野球
- Piw bottles / 城北野球場B面

（2024年10月26日19:00プレーボール、16.山田洋介、対戦：おと小野球部、勝利）
- おと小草野球 / サンケイスポーツセンター31番グラウンド

（2024年11月30日12:30プレーボール、3.山田洋介-三塁手、対戦：天鳳ウォールガイズ、4-3で勝利）
- おと小草野球 / 重兵衛SF中台野球場

（2024年12月22日13:15プレーボール、6.山田洋介-三塁手/投手、9イニング制、対戦：印旛Raccoon Dogs、9-12で敗退）

## ディスコグラフィー

### 配信限定シングル
| 発売日        | タイトル | レーベル       | クレジット |
| ------------- | -------- | -------------- | ---------- |
| 2023年5月23日 | Weather  | ダイキサウンド | D≠LIGHT    |

## 出版

### 写真集
- 1st.フォトブック（2024年7月20日）